# Promise. Creus en els miracles?
Promise. Creus en els miracles? (2012) és el debut de l'autora americana Wendy Wunder. Es tracta d'un road trip protagonitzat per mare i les seves dues filles, les quals viatgen a un lloc molt especial per intentar esquivar la mort. És una història emotiva, però a l'hora plena d'humor, que parla sobre l'esperança i la fe en els miracles. A Espanya ha estat editat per Editorial La Galera. El seu títol original és ''The probability of Miracles'' (2011) i va ser publicat per Penguin Group.

## Argument
Esquerpa i sarcàstica, la Cam Cooper té disset anys i ha passat els darrers set anys de la seva vida sortint i entrant d'un hospital. L'última cosa que vol fer en el poc temps que li queda de vida és traslladar-se a més de 2.000 quilòmetres, a Promise (Maine), un poblet perdut famós pels esdeveniments miraculosos que hi succeeixen. Però és innegable que hi passen coses estranyes: postes de sol eternes, dents de lleó de color porpra, flamencs a l'Atlàntic gelat, un noi evasiu anomenat Asher, etc. Un dia la Cam escriu una llista de coses que ha de fer abans de morir i, mentre les va complint, finalment aprendrà a creure en l'amor, en ella mateixa i fins i tot en els miracles.